# البانو پرا
البانو پرا (انگلیسی: Albano Pera؛ زادهٔ ۱۳ فوریهٔ ۱۹۵۰) تیرانداز اهل ایتالیا است.